# Chelonus japonicus
Chelonus japonicus är en stekelart som först beskrevs av Vladimir Ivanovich Tobias 2000.  Chelonus japonicus ingår i släktet Chelonus och familjen bracksteklar. Inga underarter finns listade i Catalogue of Life.